# Карона
Карона (італ. Carona) — муніципалітет в Італії, у регіоні Ломбардія,  провінція Бергамо.
Карона розташована на відстані близько 510 км на північний захід від Рима, 80 км на північний схід від Мілана, 38 км на північ від Бергамо.
Населення — 339 осіб (2014).
Щорічний фестиваль відбувається 24 червня. Покровитель — святий Іван Хреститель.

## Демографія
Населення за роками:

Станом на 1 січня 2023 року в муніципалітеті іноземці офіційно не проживали.

## Сусідні муніципалітети
- Бранці
- Кайоло
- Фопполо
- Ганделліно
- П'ятеда
- Вальбондьйоне
- Вальгольйо
- Валлеве